# Pulau Rajak
Pulau Rajak is een bestuurslaag in het regentschap Banyuasin van de provincie Zuid-Sumatra, Indonesië. Pulau Rajak telt 997 inwoners (volkstelling 2010).